# Unreleased Art Vol. VI: Blues for the Fisherman
Unreleased Art Vol. VI: Blues for the Fisherman ist ein posthumes Album des Altsaxophonisten Art Pepper. Die am 27. und 28. Juni 1980 im Rahmen der Veranstaltungsreihe Mole Jazz live im Ronnie Scott’s Jazz Club in London entstandenen Aufnahmen erschienen 2011 auf Widow’s Taste, dem Label seiner Witwe Laurie Pepper. Es war das sechste Album einer Serie von Veröffentlichungen aus dem Nachlass mit dem Titel Unreleased Art. Acht der 25 Titel der Edition erschienen bereits 1980 bzw. 1981 als Blues for the Fisherman und True Blues auf zwei LPs des britischen Labels Mole Jazz.

## Hintergrund
Pepper spielte mit seinem Quartett zwei Wochen in dem Londoner Club; die Aufnahmen fanden an den beiden letzten Tagen statt. Mit diesem Art-Pepper-Auftritt wollte das britische Plattenlabel Mole Jazz sein Debüt geben. Dabei musste jedoch berücksichtigt werden, dass Art Pepper in London auf vertraglichen Gründen nicht unter seinem eigenen Namen aufnehmen konnte; daher diente sein Pianist Milcho Leviev als vorgetäuschter Bandleader. Außerdem konnte Pepper keinen der gewohnten Kompositionen spielen, die er in den letzten fünf Jahren für das amerikanische Label Galaxy Records aufgenommen hatte. Ein ganz anderes Repertoire wurde benötigt. Art Pepper spielte an den beiden Abenden mit Pianist Milcho Leviev, Bassist Tony Dumas und Schlagzeuger Carl Burnett. Die originalen analogen Bänder wurden von Mole Jazz Records in London in Zusammenarbeit mit Ronnie Scott’s professionell aufgenommen, vor der späteren Veröffentlichung mit 192 kHtz (24 Bit) übertragen und von Wayne Peet im Newzone Studio in Los Angeles remastered.
Die künstlerische Beziehung zwischen Pepper und Leviev war nicht problemfrei, wie sich seine Witwe erinnerte: „Hier, bei Ronnie Scott, hätten sich Art und Milcho fast geprügelt. Art hatte das Gefühl, dass Milcho zu viele Noten hinter ihm spielte; Milcho, der es leid war, dass man ihm sagte, er solle ‚eine Pause machen‘, forderte Art heraus. Sie versöhnten sich, aber das war der Anfang vom Ende ihrer Beziehung.“

## Titelliste
- Art Pepper – Unreleased Art Vol. VI: Blues for the Fisherman (Widow’s Taste APM 11001)[3]

CD 1
1. Blues for Blanche 9:51
2. Talk: Intros/Cat People 1:39
3. Ophelia 11:06
4. Talk: Thank you for coming 0:27
5. Make a List 16:40
6. Talk: Make a List 0:12
7. Sad a Little Bit (Milcho Leviev) 7:16
8. Talk: Clarinet 0:17
9. Anthropology (Charlie Parker, Dizzy Gillespie) 6:26
10. Red Car 12:08
11. Blues for Bould 13:52

CD 2
1. Untitled #34  11:20
2. Talk: Weird Noise 0:44
3. A Song for Richard 13:32
4. Talk: Rhythm-a-Ning 0:25
5. Rhythm-a-Ning (Thelonious Monk) 9:32
6. Talk: Rita San Intro 0:19
7. Rita San false start 0:50
8. Rita San 6:42
9. What’s New? (Bob Haggart, Johnny Burke) 7:59
10. I’ll Remember April (Don Raye, Gene DePaul, Plas Johnson) 12:46
11. Talk: Good Night 0:43

CD 3
1. True Blues 11:13
2. Talk: Band & Ophelia Intro 2:32
3. Ophelia 10:32
4. Make a List 14:57
5. Stardust (Hoagy Carmichael) 8:06
6. Talk: 3 Out of 4; Red Car false start 3:08
7. Red Car 12:30
8. Talk: About Straight Life 0:41
9. Straight Life 7:00

CD 4
1. Untitled #34  11:46
2. Talk: Reminiscing 1:47
3. The Trip 12:38
4. Talk: Accident Prone 0:18
5. I’ll Remember April (Don Raye, Gene de Paul, Plas Johnson) 11:48
6. Talk: Goodbye Intro 0:25
7. Goodbye (Gordon Jenkins) 11:11
8. In a Mellow Tone (Duke Ellington) 6:20
9. Talk: Clarinet, „Play the blues“ 0:43
10. Blues for the Fisherman + Talk: „I Love You All.“ 13:02

- Alle anderen Kompositionen stammen von Art Pepper.

## Rezeption
Greg Simmons schrieb in All About Jazz, was Art Peppers Blues for the Fishermen so herausragen lässt, sei die Kühnheit und offene Ausdruckskraft seines Altsaxophonspiels. Der Mitschnitt biete eine seltene Gelegenheit, zwei vollständige, ununterbrochene Club-Auftritte zu hören, einschließlich seiner Scherze mit dem Publikum. Pepper amüsiert sich eindeutig, scherzt mit der Menge und sein Spiel spiegelt diese warme Interaktion wider. Die Synergie innerhalb der Band sei telepathisch, offensichtlich inspiriert von Peppers Auftrieb.
Nach Ansicht von Marc Myers (Jazzwax) könnte es die beste Aufnahme des späten Art Pepper sein und nennt dafür zwei Gründe: Erstens fühlte sich der Musiker vor diesem britischen Publikum bemerkenswert wohl, was sich in der Weichheit seines Tons widerspiegelt. Pepper hatte Angst, vor halb leeren Häusern zu spielen. Er hatte oft Albträume, bis zu einem Auftritt mit drei halb schlafenden Personen an Tischen aufzutauchen. In diesen beiden Nächten im Juni war der Ronnie Scott’s Club voll, sehr zu Peppers Freude. Zweitens, meint Myers, sei die Qualität der Live-Aufnahme erstaunlich lebendig. „Im Klartext klingt es so, als wäre Pepper mit Ihnen im Raum“.
Jeff Simon (The Listening Post/Buffalo News) notierte, „dass dies ein 400-PS-Post-Bop eines großen Jazz-Altsaxophonisten“ sei, der trotz eines chaotischen, drogenabhängigen Lebens nie eine schlechte Leistung erbracht habe. Man werde zwar nicht gerade in das Klavier im Ronnie Scott’s Club verliebt sein, das Leviev spielt, aber ein Teil des Zusammenspiels zwischen Leviev und Pepper bei diesen Auftritten könnte den Club niederbrennen. Man könne es sich nicht vorstellen, wie außergewöhnlich es jetzt ist, dass sich dieser Musiker, dessen Leben lange Zeit von der Aufnahme so häufig verschwunden ist, als einer der größten seiner Zeit herausstellen sollte, der jetzt in herrlicher Fülle präsentiert wird.
Thomas Conrad lobte in Jazztimes, gegenüber den ersten fünf Ausgaben der Serie, die zwar „wertvolle, meist unveröffentlichte Live-Auftritte von klanglich beeinträchtigten Quellen wie Audio-Kassetten-Aufnahmen von Fans enthalten haben, seien die Mitschnitte aus dem Ronnie Scott’s anders. Es ist eine professionelle Aufnahme. Zur Musik des Albums meinte der Autor: „Es waren zwei Nächte für die Ewigkeit.“ Pepper spielte Track für Track „mit seelenfreudiger Leidenschaft und furchtloser Kreativität. Er hatte seine beste Band in England bei sich. Leviev, ein bulgarischer Pianist mit ernsthaften Hieben, der während seiner gesamten Karriere im Schatten des Jazz geblieben ist, setzt verrückte Soli frei und stiftet Pepper mit gnadenlosem Comping an. Bassist Tony Dumas und Schlagzeuger Carl Burnett sind in der Energie gefangen.“ Zwei Jahre vor dem Ende eines sehr harten Lebens, spielte Pepper nicht mehr mit dem hellen, reinen, singenden Altsaxophon-Sound von Art Pepper + Eleven von 1959. „Sein Sound war zu vielen Variationen eines nackten menschlichen Schreiens von der Seele geworden“, schrieb Conrad. Er sei kein perfekter Spieler gewesen. Man konnte ihn denken hören und manchmal die Zeit markieren, bis der Wind der Inspiration durch ihn wehte, was fast immer der Fall war. Dann brach er plötzlich mit Linien aus, die alle zu atemberaubenden spontanen melodischen Ergüssen verbunden waren.“